# 马来奕
馬來奕是文萊的第二大城鎮。位於馬來奕县，也是該县的县城。馬來奕的馬來語是指「馬來奕河河口」，「Kuala」是指兩河的交流處或河口。